# Gniewkowo
Gniewkowo [pronunciación en polaco: /ɡɲɛfˈkɔvɔ/] es un pueblo en el distrito administrativo de Gmina Kiszkowo, dentro del condado de Gniezno, Voivodato de la Gran Polonia, en el centro-oeste de Polonia. Se encuentra a unos 5 kilómetros al sur de Kiszkowo, 24 kilómetros al oeste de Gniezno, y 29 kilómetros al noreste de la capital regional Poznań.